# National Junior College
Das National Junior College (Abkürzung: NJC) ist ein renommiertes Junior College (JC) in Singapur. Es ist das erste JC Singapurs und wurde 1969 in dem Stadtteil Bukit Timah gegründet, um die voruniversitäre Ausbildung abzukürzen und zu zentralisieren, wobei Schüler das Singapore-Cambridge GCE 'Advanced' Level Exam (Abitur) in 2 statt 3 Jahren (also nach der 12. statt 13. Klasse) ablegen können. Die Gründung des NJC markierte auch einen Wendepunkt in der Entwicklung der singapurischen Schulpädagogik – sowohl mit ihrem Vorlesung-Tutorial-System wie in den Universitäten, als auch durch die Zusammenlegung der verschiedenen Sprachkurse (Chinesisch, Malaiisch und Tamil) im Rahmen des sozialen Zusammenhangs durch die natur- und geisteswissenschaftlichen Kurse. Englisch ist dabei die Hauptsprache.
In Singapur gehören die JC-Schüler zu den besten 20 bis 25 Prozent jedes Jahrgangs. Viele Schüler des NJC gehören wiederum zu den besten 10 Prozent ihres JC-Jahrgangs.

## Akademisches Programm

### Klassen
Traditionell bietet das NJC die 11. und 12. Klasse (JC1 und JC2), so dass die Schüler das Abitur am Ende des 12. Klasse ablegen. Dennoch war das NJC im Januar 2004 die erste Schule Singapurs, die ein neues 4-jähriges „Integrated Programme“ (IP) für besonders begabte Schüler einführte. In diesem Programm bot das NJC die 9. bis 12. Klasse an. Andere JCs wie Victoria JC und Temasek JC übernahmen später diesen Bildungsplan. 2008 erhielt das NJC die Genehmigung vom Bildungsministerium, sowohl ein Internat-Programm als auch ein 6-jähriges IP-Programm einzuleiten – erstmals für ein JC in Singapur. Damit wird das NJC die 7. bis 12. Klassen ab 2009 anbieten. Die Schüler müssen mindestens 1 bis 2 Semester im Internatsgebäude der Schule wohnen.
In NJC gibt es ungefähr 5 Klassen pro IP-Jahrgang (vier naturwissenschaftlich und eine geisteswissenschaftlich ausgerichtet) nach der 10. Klasse sowie 23 Naturwissenschaft-Kurs-Klassen und 2 Geisteswissenschaft-Kurs-Klassen für jeden regelmäßigen „Mainstream“ JC-Jahrgang.

### Kurse
Für die 11. und 12. Klasse bietet das NJC zwei Kurszüge an: Den naturwissenschaftlichen Zug (Science Stream) und den geisteswissenschaftlichen Zug (Arts Stream). Wie in anderen JC in Singapur belegt die Mehrheit der Schüler den naturwissenschaftlichen Zug. Im naturwissenschaftlichen Schwerpunkt müssen die Schüler mindestens zwei Hauptfächer (Higher 2, abgekürzt H2) in den Naturwissenschaften oder Mathematik belegen, und meist zwei Hauptfächer (H2) in den Geisteswissenschaften. Die Schüler mit geisteswissenschaftlichem Schwerpunkt belegen meist ein Hauptfach (H2) und ein Nebenfach (Higher 1, abgekürzt H1) in den Naturwissenschaften. Daneben gibt es allgemeine Pflichtfächer (H1) wie „Project Work“ und Muttersprache in der 11. Klasse, obwohl es fallweise Ausnahmen für Fächer wie Muttersprache gibt.

### Bewerbung und Matrikulation
Für das vierjährige IP müssen sich Schüler in der 8. Klasse ab Mai direkt an die Schule bewerben. Normalerweise müssen die Bewerber guten schulische Leistungen und außerschulische Aktivitäten wie AGs (die in singapurischen Schulen „CCAs“ heißt) nachweisen, um akzeptiert zu sein. Bewerber mit ausgezeichneten Primarschule-Abschlusszeugnis (PSLE) Noten (d. h. mindestens 250 Punkte von 300 möglichen) werden positiv beurteilt.
Internationale Schüler, besonders solche ohne singapurische akademische Nachweise, müssen sich direkt an der Schule für das vierjährige IP oder das zweijährige JC-Programm bewerben. Bis heute hat das NJC internationale Schüler aus Ländern wie Deutschland, Indien, China, Taiwan, Korea, Vietnam und verschiedenen ASEAN-Ländern angenommen. Diese Schüler können entweder nur für einige Semestern das NJC besuchen, oder mit dem „Singapore-Cambridge GCE 'A' Level“ (Abitur) nach der 12. Klasse abschließen. Die individuelle Leistungsfähigkeit des Schülers ab, da die Idee einer Leistungsgesellschaft – wie in anderen singapurischen Schulen – eine große Rolle spielt.

## Sonderprogramme des NJCs

### Art Elective Programme (AEP)
Das NJC war die erste Schule in Singapur, das AEP (Kunst-Sonderprogramm) für begabte Schüler einführte (1985). Viele Schüler in diesem Sonderprogramm erhalten Stipendien des Bildungsministeriums, um ihre Studien im AEP des NJC zu finanzieren. Im Allgemeinen sind die AEP-Schüler in NJC sehr erfolgreich, wie aus ihrem Erfolg in verschiedenen Kunstausstellungen und Wettbewerben ersichtlich ist. Einige der Absolventen des AEP bekommen auch prestigeträchtige staatliche Stipendien, um Kunst in berühmten Universitäten der Welt zu studieren.

### Language Elective Programme (German)
Das NJC ist das einzige JC in Singapur, das ein Language Elective Programme (German) (LEP German) anbietet. Das LEP German-Programm des NJC richtet sich an Schüler mit ausgezeichneten Sprachkenntnissen, die im Fach Deutsch eine gute Note während der Singapore-Cambridge GCE 'O' Level Prüfungen bekamen, und die Deutsch als Abitur-Hauptfach belegen wollen. Deswegen sind eine Mehrheit dieser LEP-Schüler Stipendiaten des Bildungsministeriums oder „LEP Scholars“. Diese Stipendiaten werden finanziell gefördert, um ihre obligatorische vierwöchige Sprachreise nach Deutschland zu finanzieren.
In diesem Programm lernen die Schüler nicht nur die Sprache, sondern auch die Geschichte und Kultur Deutschlands und der Deutschen. Der Lehrer oder die Lehrerin ist ein Muttersprachler aus Deutschland und plant auch verschiedene Aktivitäten für die LEP German Schüler wie Austauschprogramme nach Deutschland oder mit der Deutschen Europäischen Schule Singapur und dem United World College of Southeast Asia.

## Bekannte ehemalige Schüler des NJCs

### Politik und Jura
- Lee Hsien Loong (Schüler von 1969 bis 1970), dritter Ministerpräsident Singapurs, und gleichzeitiger Finanzminister
- Dr Vivian Balakrishnan (1979–1980), Minister für Gesellschaftsentwicklung, Jugendliche und Sport Singapurs, und gleichzeitiger zweiter Minister für Information, Kommunikation und die Kunst (MICA).
- Davinder Singh, CEO der singapurischen Anwaltskanzlei Drew & Napier, ehemaliger Parlamentsabgeordneter (MP) (seit 2006)
- Lim Swee Say (1971–1972), Minister des Büros des Ministerpräsidenten Singapurs, Generalsekretär des National Trades Union Congress (NTUC).

### Wirtschaft und Handel
- Lee Hsien Yang, Präsident & Hauptgeschäftsführer (CEO) von SingTel
- Ho Ching, Hauptgeschäftsführerin (CEO) Temasek Holdings, Ehefrau von dem derzeitigen und dritten Ministerpräsident Singapurs, Lee Hsien Loong

### Kulturelle und kreative Industrien
- Sushila Krishnan, Chefsprecher und Moderator für Nachrichtenkanal Channel NewsAsia